# Lai Mbonga
Lai Mbonga is een bestuurslaag in het regentschap Oost-Soemba van de provincie Oost-Nusa Tenggara, Indonesië. Lai Mbonga telt 623 inwoners (volkstelling 2010).